# Szczecinska laguna
Szczecinska laguna (polj. Zalew Szczeciński, njem. Stettiner Haff), također poznata kao Odrska laguna (njem. Oderhaff) i Pomorska laguna (njem. Pommersches Haff), je laguna u estuariju Odre, koju dijele Njemačka i Poljska. Od Pomeranskog zaljeva Baltičkog mora odvajaju ga otoci Usedom i Wolin. Laguna je dalje podijeljena na Kleines Haff (polj. Mały Zalew, "mala laguna") na zapadu i Wielki Zalew (njem. Großes Haff, "velika laguna") na istoku. Dvosmisleno povijesno njemačko ime bilo je Frisches Haff, koje se kasnije isključivo odnosilo na Vislansku lagunu.

## Geografija
S juga se u lagunu ulijeva nekoliko rukavaca rijeke Odre i manje rijeke poput Ziese, Peene, Zarow, Uecker i Ina. Na sjeveru je laguna povezana s Pomeranskim zaljevom Baltičkog mora s tri tjesnaca - Peenestrom, Świna i Dziwna, koji razdvajaju otoke Usedom i Wolin od kopna.
Laguna pokriva površinu od 687 km2. Njena prosječna prirodna dubina je 3,8 metara, a najveća 8,5 metara. Međutim, dubina plovnih kanala može premašiti 10,5 metara. Laguna sadrži oko 2,58 km3 vode. Prosječna godišnja temperatura vode je 11 °C.
Rijeka Odra i njene pritoke donose 94% količine vode u lagunu, što iznosi prosječno 17 km3 godišnje ili 540 m3 u sekundi. Svi ostali pritoci doprinose s ukupno1 km 3 godišnje. Budući da ne postoje pouzdani podaci o priljevu iz Baltičkog mora, kombinirani dotok je procijenjen na 18 km3 sa slivnog područja od 129.000 km2, a voda u laguni prosječno boravi 55 dana prije nego što se ispusti u Pomeranski zaljev. Hranjive tvari koje se na taj način transportiraju u lagunu učinile su je hiper(eu)trofičnom do eutrofičnom . Tjesnaci Peenestrom, Świna i Dziwna odgovorni su za 17%, 69%, odnosno 14% istjecanja.
Prosječna slanost je između 0,5 i 2 grama soli po kilogramu vode (približno ekvivalentno 0,5 i 2‰). Povremeno sjeverni vjetrovi mijenjaju smjer Świne, upuštajući morsku vodu iz Baltičkog mora u lagunu, podižući lokalni salinitet na 6‰.

### Gradovi oko lagune
- Szczecin (Poljska)
- Świnoujście (Poljska)
- Police (Poljska)
- Ueckermünde (Njemačka)
- Wolin (Poljska)
- Usedom (Njemačka)
- Nowe Warpno (Poljska)

## Povijest
U 10. stoljeću poljska država u nastajanju nastojala je osvojiti to područje, ali vjerojatno nije uspjela uspostaviti kontrolu. Nakon podjele Poljske, postala je dio Vojvodstva Pomeranije. U 17. stoljeću postaje dijelom Švedske. Kasnije postupno prelazi u Kraljevinu Prusku u 18. i 19. stoljeću, a od 1871. postaje dio ujedinjene Njemačke. Godine 1880. otvoren je kanal Kaiserfahrt ("Carski prolaz") na Usedomu, vodeni put dubine 10 metara koji je povezivao lagunu s Baltičkim morem zaobilazeći istočni dio Swine, omogućujući velikim brodovima da uđu u lagunu i luku Stettin brže i sigurnije.
Kanal, oko 12 km dug i 10 metara dubok, iskopalo je Njemačko Carstvo između 1874. i 1880. godine, za vrijeme vladavine prvog Kaisera Wilhelma (1797. – 1888.) po kojem je i dobio ime. Ti mje radovima od dijela Usedoma stvoren novi otok koji je nazvan Kaseburg (Karsibór).
Nakon poraza nacističke Njemačke u Drugom svjetskom ratu 1945., istočni dio lagune postao je dio Poljske, dok je zapadni dio postao dio Istočne Njemačke. Kaiserfahrt je preimenovan u kanal Piast, prema poljskoj dinastiji Pjastovići (polj. Piast), koja je prva uključila ovu regiju u Poljsku u 10. stoljeću.
Njemačko-poljska granica također dijeli zaljev koji se zove Nowe Warpno u blizini mjesta Rieth, Luckow.

## Gospodarstvo
Laguna je stoljećima služila kao važno ribarsko područje, kao glavni prometni put od 18. stoljeća, a kao turističko odredište od 20. stoljeća.
Zračna luka Heringsdorf na otoku Usedom nalazi se na obali lagune.

## Priroda
Južna obala lagune pripada Parku prirode Am Stettiner Haff, a sjeverna obala i otok Usedom Parku prirode Otok Usedom. Na zapadu je rezervat prirode Anklamer Stadtbruch i, unutar njega, Anklamer Torfmoor, zaštićena močvara koja se renaturalizira nakon što je korištena za vađenje treseta.

## Vanjske poveznice
- Glasby GP, Szefer P, Geldon J, Warzocha J. Rujan 2004. Heavy-metal pollution of sediments from Szczecin Lagoon and the Gdansk Basin, Poland. Sci. Total Environ. 330 (1–3): 249–69. Bibcode:2004ScTEn.330..249G. doi:10.1016/j.scitotenv.2004.04.004. PMID 15325172